# Chopcovica
Chopcovica je potok v horním Liptově, v jižní části okresu Liptovský Mikuláš. Je to levostranný přítok říčky Boce, měří 3,4 km a je tokem IV. řádu.

## Pramen
Potok protékající Nízkými Tatrami pramení v podcelku Ďumbierské Tatry, na severovýchodním svahu Rovné hole (1 722,9 m n. m.), v nadmořské výšce přibližně 1 480 m.

## Popis toku
Na horním toku teče severovýchodním směrem, přičemž se na krátkém úseku ztrácí v podzemí, následně se obloukem stáčí na východ a zprava přibírá přítok (1,3 km) protékající Královskou dolinou. Dále pokračuje opět přechodně severovýchodním směrem, zleva přibírá přítok zpod Sedla Črchľa a obloukem se stáčí směrem na jihovýchod. Zleva dále přibírá přítok (900,4 m n. m.) z jižního svahu Červené (1 202,0 m n. m.), podtéká silnici I/72 a protéká intravilánem obce Nižná Boca. Přímo v obci ústí v nadmořské výšce okolo 840 m do Boce.
V pramenné oblasti teče na krátkém úseku na území NAPANT-u, následně pokračuje po jeho hranici. Na dolním toku protéká oblastí horských luk s četnými dřevěnými seníky.